# Trichomerium grandisporum
Trichomerium grandisporum är en svampart som först beskrevs av Ellis & G. Martin, och fick sitt nu gällande namn av Bat. & Cif. 1963. Trichomerium grandisporum ingår i släktet Trichomerium och familjen Capnodiaceae.   Inga underarter finns listade i Catalogue of Life.